# Khaganat kirghize du Ienisseï
693–1207
Entités précédentes :
- Khaganat ouïghour
- Göktürk

Entités suivantes :
- Dynastie Liao
Khakassie
- Empire mongol

Le khaganat kirghize du Ienisseï (en chinois: 黠戛斯汗國, vieux-turc: 𐰴𐰃𐰼𐰏𐰃𐰕:𐰅𐰠, romanisé: Qyrğyz El, lit. « État des Kirghizes ») est un khaganat d'Asie centrale qui exista de 693 à 1207. Il fut fondé par le khagan Bars Bek en Sibérie méridionale autour du peuple turc des Kirghizes du Ienisseï. D'abord centré autour du fleuve Ienisseï, il connut son extension maximale de la chute du Khaganat ouïgour en 840 à 925 lorsque les Khitans de la dynastie Liao conquièrent la majeure partie de son territoire. Il subsiste cependant autour du Ienisseï jusqu'en 1207, quand il est envahi par les Mongols. Tout au long de son histoire, il fut dirigé par la dynastie des Ajé (ru).

## Chronologie
Le khaganat kirghize du Ienisseï fut créé en 693 après que leur chef Bars Bek a conquis les terres du Ienisseï, en profitant de l'affaiblissement des Göktürks qui subissaient eux une campagne militaire de la dynastie Tang.
- Après le soulèvement des Göktürk contre les Ruanruan (552), les peuples turcs ont obtenu un État[2].

- 555-581 :  L'État du Ienniseï Kirghize devient un État vassal du Khaganat turc jusqu'à son effondrement.
- 629-632 : L'État du Ienniseï Kirghize devient un État vassal du Khaganat turc oriental.

- 648-693 : La région devient le gouvernement métropolitain de Jiankun (坚昆都督府) au sein de la dynastie Tang.
- 693 : Fondation du khaganat kirghize du Ienisseï
- 750-758 : Guerre avec le Khaganat ouïghour, la frontière est établie au niveau de la crête des Saïan
- 815-840 : Seconde guerre avec le Khaganat ouïghour qui est lui vaincu.
- 840-924 : Apogée du Khaganat, Bartold a appelé cette période la grande puissance kirghize.
- En 924, les Kirghizes du Ienisseï, le territoire de leur khaganat est réduit à la vallée du fleuve Ienisseï (bassin de Minoussinsk), ainsi qu'à l'Altaï, avec sa capitale à Kemidjket[3],[4],[5].
- 1207 : Fin du Khaganat avec les conquêtes mongoles

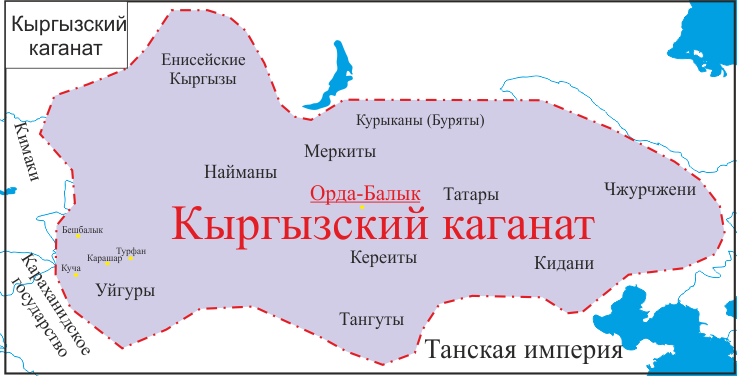
carte du khaganat en 916

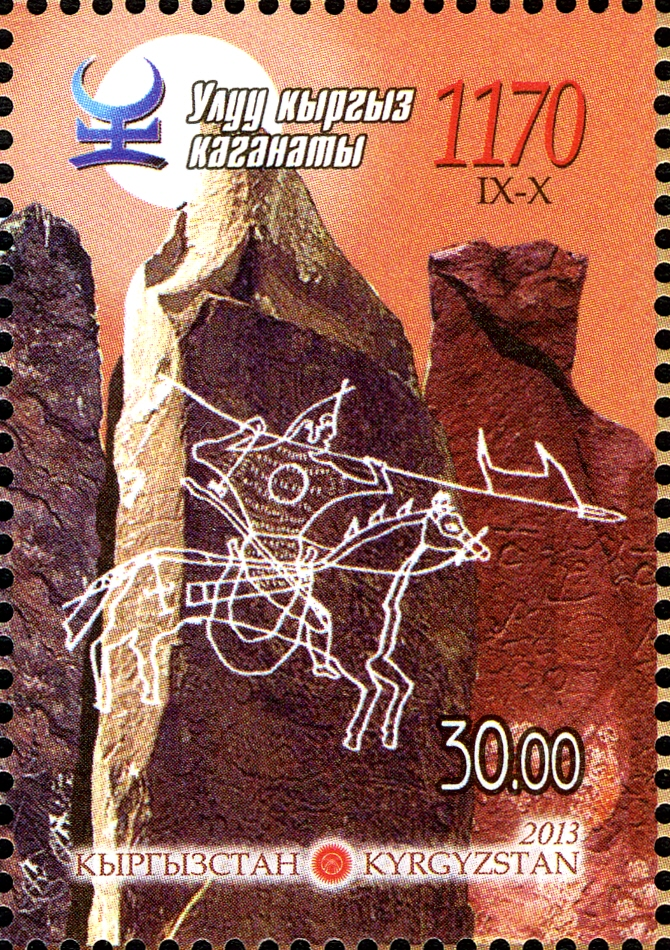
Timbre de l'actuel Kirghizstan à l'effigie de ce khaganat
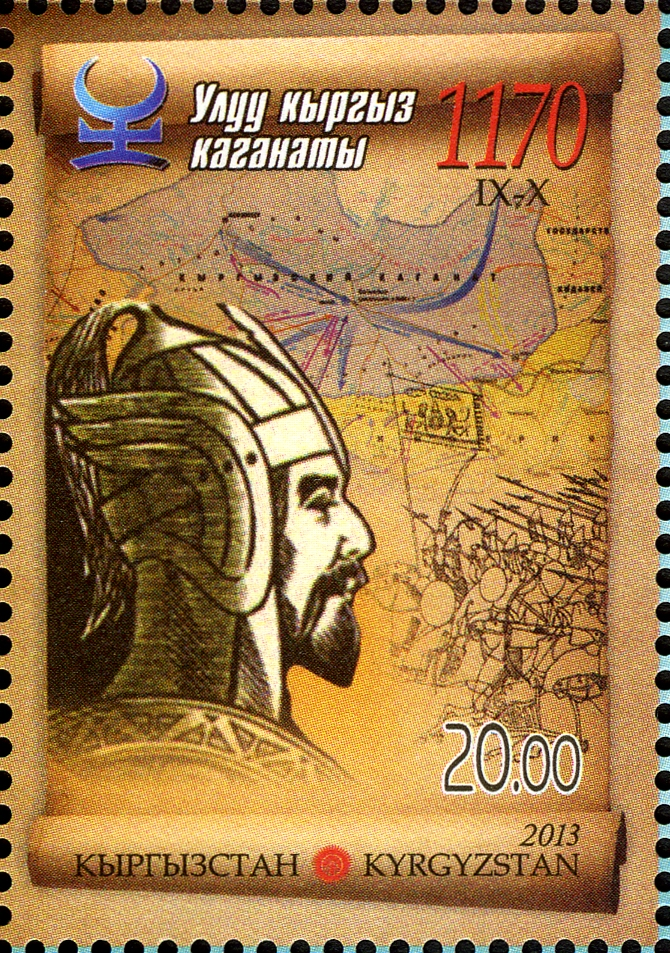
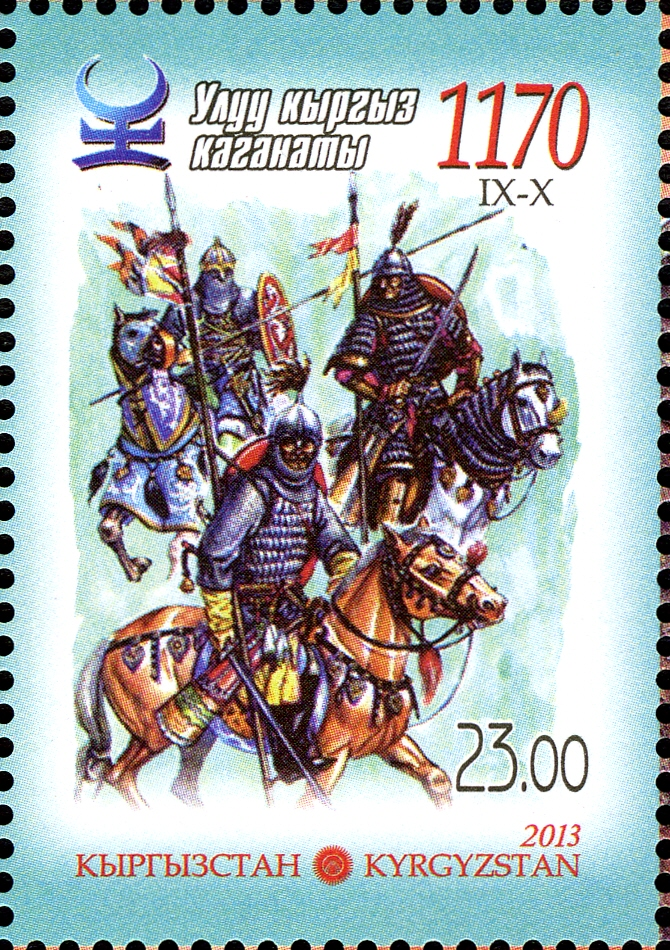